# 舍尼耶
舍尼耶（法語：Cheniers，法語發音：[ʃənje]）是法国马恩省的一个市镇，位于该省中南部，属于香槟沙隆区。

## 地理
舍尼耶（48°53'6"N, 4°14'37"E）面积15.58 平方千米，位于法国大東部大區马恩省，该省份为法国东北部内陆省份，北起阿登省，西北接埃纳省，西南接塞纳-马恩省，南至奥布省，东南接上马恩省，东临默兹省。
与舍尼耶接壤的市镇（或旧市镇、城区）包括：科吕、科勒河畔埃屈里、热尔米农、科勒河畔尼斯芒、苏德龙、蒂比、维莱堡。

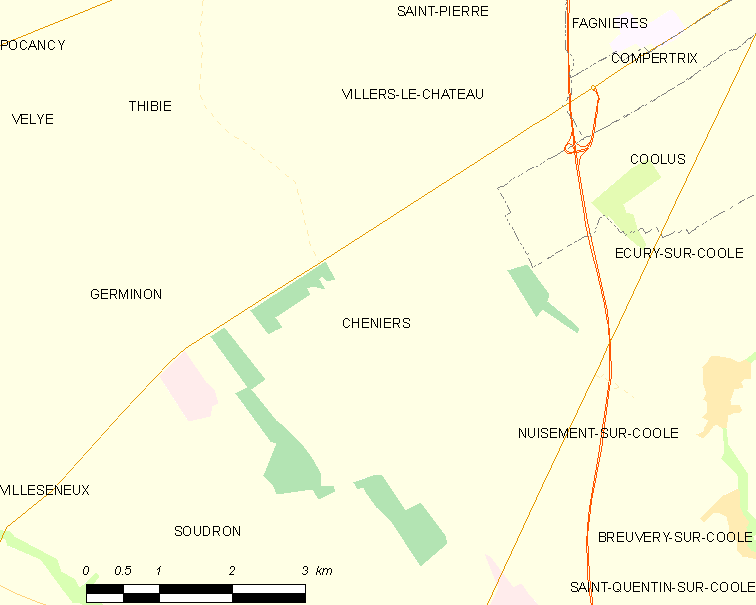
舍尼耶的OSM定位图

舍尼耶的时区为UTC+01:00、UTC+02:00（夏令时）。

## 行政
舍尼耶的邮政编码为51510，INSEE市镇编码为51146。

## 政治
舍尼耶所属的省级选区为香槟沙隆第三县。

## 人口

1962-2008年间舍尼耶人口变化图示

舍尼耶于2022年1月1日时的人口数量为120人。